# Félix Guattari

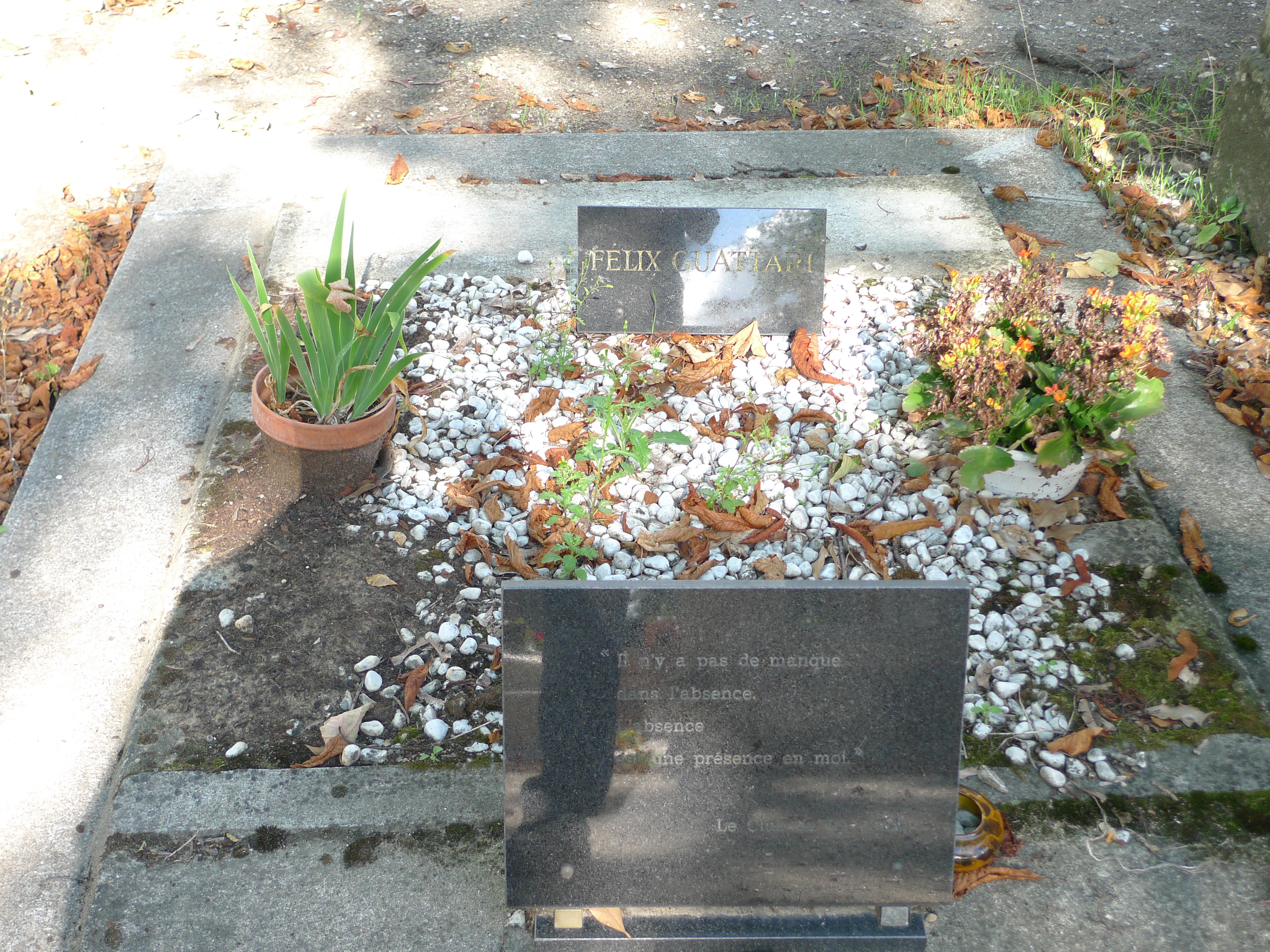
Graf Félix Guattari op de begraafplaats père Lachaise

Félix Guattari (Villeneuve-les-Sablons, 30 april 1930 – Cour-Cheverny, 29 augustus 1992) was een Frans psychoanalyticus, sociaal filosoof en activist. Guattari was in de jaren 50 leerling van de invloedrijke psychoanalyticus Jacques Lacan en werkte gedurende het grootste deel van zijn leven in de experimentele psychiatrische kliniek La Borde. Gedurende de jaren 60 begon hij echter de psychoanalytische methode van Lacan steeds meer als een orthodoxe religie te beschouwen. In diezelfde tijd brak hij met de Franse Communistische Partij en raakte betrokken bij diverse radicale politieke, sociale, activistische en intellectuele groeperingen (waaronder de Trotskistische groep 'Voie Communiste' en de F.G.E.R.I. (Fédération des groupes d’études et de recherches institutionnelles) en haar tijdschrift Recherches. Hij publiceerde diverse artikelen waarin hij zijn therapeutische/politieke/filosofische ideeën uiteenzet.
Kort na de Parijse studentenopstand van mei 1968 ontmoette hij de filosoof Gilles Deleuze met wie zijn naam onlosmakelijk verbonden zou worden. In 1972 publiceerden zij gezamenlijk hun filosofische bestseller Anti-Oedipus, het eerste deel van de tweedelige serie Kapitalisme en Schizofrenie. Het succes van dit boek maakte hen in een klap twee van de meest vooraanstaande Franse intellectuelen. De samenwerking leverde later nog drie boeken op: Kafka: pour une littérature mineure (1975), Mille Plateaus (1980, het tweede deel van Kapitalisme en Schizofrenie) en ten slotte Qu'est-ce que la philosophie? (1991).
Guattari is altijd in de schaduw van Deleuze blijven staan, ook al publiceerde hij zelf en met anderen (o.a. Antonio Negri) nog een tiental boeken en essaybundels waaronder La révolution moléculaire (1977, 1980), Les années d'hiver: 1980-1985 (1986) en Chaosmose (1992). Guattari overleed in 1992 aan een hartaanval. Postuum zijn diverse van Guattari's boeken in het Engels vertaald waardoor zijn eigen werk een breder publiek heeft weten te bereiken en de waardering voor zijn aandeel in de samenwerking met Deleuze is toegenomen. Aan Guattari wordt wel de expliciete politieke oriëntatie van hun boeken toegeschreven.
De essaybundel Chaos ex machina: Het ecosofisch werk van Felix Guattari op de kaart gezet is een goede Nederlandstalige inleiding op het werk van Guattari.
- Bibsys: 90052010
- Biblioteca Nacional de España: XX997055
- Bibliothèque nationale de France: cb12141967f (data)
- Catàleg d'autoritats de noms i títols de Catalunya: 981058512768106706
- CiNii: DA00046442
- Gemeinsame Normdatei: 118543113
- International Standard Name Identifier: 0000 0001 2279 6845
- Library of Congress Control Number: n79138845
- Nationale Bibliotheek van Letland: 000017460
- Bibliotheek van het Japanse parlement: 00441904
- Nationale Bibliotheek van Tsjechië: jn20011018547
- Nationale bibliotheek van Australië: 35155567
- Nationale Bibliotheek van Israël: 987007262131205171
- Nationale Bibliotheek van Polen: a0000003021494
- Nationale en Universitaire bibliotheek Zagreb: 000006034
- Nederlandse Thesaurus van Auteursnamen: 068608756
- Réseau des bibliothèques de Suisse occidentale: 02-A003327194
- RKD-Nederlands Instituut voor Kunstgeschiedenis: 506533
- Istituto Centrale per il Catalogo Unico: CFIV037610
- LIBRIS: 207626
- Système universitaire de documentation: 02690554X
- Trove: 844912
- Union List of Artist Names: 500258692
- Virtual International Authority File: 49261949
- WorldCat: E39PBJv4gYPw9xbqWxxJcgB9Dq